# Колесников, Владимир Ильич
Влади́мир Ильи́ч Коле́сников (род. 14 мая 1948, Гудаута, Абхазская АССР, Грузинская ССР, СССР) — советский и российский деятель органов внутренних дел, прокуратуры и юстиции, государственный и политический деятель. Начальник Главного управления уголовного розыска МВД России с 1992 по 18 августа 1995. Первый заместитель министра внутренних дел Российской Федерации с 18 августа 1995 по 11 февраля 2000. Советник Генерального прокурора Российской Федерации с июня 2000 по 23 апреля 2002. Заместитель Генерального прокурора Российской Федерации с 23 апреля 2002 по 7 июля 2006. Заместитель министра юстиции Российской Федерации с 1 декабря 2006 по 22 декабря 2007. Депутат Государственной думы Федерального собрания Российской Федерации V созыва с 14 декабря 2007 по 21 декабря 2011.
Генерал-полковник милиции (1996). Государственный советник юстиции 1-го класса (2002). Доктор юридических наук.

## Биография
Родился 14 мая 1948 в городе Гудаута Абхазской АССР.
Трудовую деятельность начал в 1965, рабочим Гудаутского винзавода, отработал там три года слесарем-наладчиком. Окончил юридический факультет Ростовского государственного университета (1973) по специальности «правоведение (организация управления в сфере правопорядка)», и Академию Министерства внутренних дел СССР (1990). В органах внутренних дел 1973. Начал службу в одном из ростовских районных отделений милиции. Работал следователем, заместителем начальника Управления уголовного розыска, зам. начальника Управления внутренних дел — начальником службы криминальной милиции области. Был членом КПСС до августа 1991 года.
С 1992 по 18 августа 1995 — начальник Главного управления уголовного розыска МВД России.
С 18 августа 1995 по 11 февраля 2000 — первый заместитель министра внутренних дел Российской Федерации. Не одобрял деятельность Комиссии по помилованию. В сентябре 1996 — временно исполняющий обязанности министра внутренних дел (на время отпуска министра Анатолия Куликова).
19 сентября 1997 вошёл в состав Межведомственной комиссии Совета Безопасности Российской Федерации по экономической безопасности. 
8 февраля 2000 подал рапорт об отставке с поста первого заместителя министра внутренних дел. 11 февраля указ об освобождении Колесникова от должности был подписан исполняющим обязанности президента Владимиром Путиным.
С июня 2000 по 23 апреля 2002 — советник Генерального прокурора Российской Федерации Владимира Устинова.
2 марта 2001 на пресс-конференции в Москве назвал фактическую отмену смертной казни в России «преждевременной».
С 23 апреля 2002 по 7 июля 2006 — заместитель Генерального прокурора Российской Федерации. Курировал расследование «преступлений против личности и преступлений, повлёкших общественный резонанс». Во время избирательной кампании Рауля Хаджимба на президентских выборах 2004 в Абхазии, участвовал в организованном Хаджимбой в Сухуми праздновании 11-летней годовщины победы абхазов над Грузией — вместе с Иосифом Кобзоном, Олегом Газмановым, Владимиром Жириновским, Константином Затулиным и другими. Призвал голосовать за Хаджимбу. Летом 2006 отправлен в отставку с поста заместителя генпрокурора, вслед за отставкой самого Владимира Устинова. 
С 18 июля по 1 декабря 2006 — помощник министра юстиции Российской Федерации. Осенью 2006 вступил в партию Единая Россия. 
С 1 декабря 2006 по 22 декабря 2007 — заместитель министра юстиции Российской Федерации при министре Владимире Устинове.
С 14 декабря 2007 по 21 декабря 2011 — депутат Государственной думы Федерального собрания Российской Федерации V созыва от Ивановской области (ему был передан мандат Михаила Меня), член фракции Единая Россия. Заместитель председателя Комитета по безопасности, заместитель председателя Комиссии Государственной думы по законодательному обеспечению противодействия коррупции, член Комиссии Государственной думы по рассмотрению расходов федерального бюджета, направленных на обеспечение обороны и государственной безопасности Российской Федерации.
В рамках борьбы с коррупцией поддержал идею конфискации у осужденных имущества, причем и у их родственников тоже, заявлял: «Жулику не будет смысла воровать. Не обязательно ему хребет ломать и сажать. Достаточно забрать у него все, что он взял». Также в 2006 г. заявлял, что Конституция РФ была создана под олигархов и ее следует поменять: «Для борьбы с коррупцией необходима воля президента и пересмотр основного закона — Конституции РФ».
Как отмечается, «Имеет собственные воззрения на историю».

## Семья
Женат, имеет детей. Брат, Виктор Колесников, руководил Выборгским районом Петербурга.

## Известные дела
- 20 ноября 1990 вместе с двумя другими сотрудниками произвёл задержание известного серийного убийцы Андрея Чикатило.
- С января 1991 — начальник Главного управления уголовного розыска МВД России. Контролировал следственные действия по делу об убийстве священника Александра Меня (сентябрь 1990). В 1994 был арестован и обвинён в этом убийстве некий Игорь Бушнев, который в 1995 был оправдан судом. После своего оправдания Бушнев заявил, что «явку с повинной» он сделал под влиянием бесед лично с генералом Колесниковым.
- 10 ноября 1996 был назначен руководителем группы, расследующей террористический акт на Котляковском кладбище, в результате которого погибло 13 и было ранено около 80 человек. Подозреваемые по этому делу позднее были оправданы судом.
- В 1999—2000 гг. «чистил» Красноярский край от Анатолия Быкова, в результате чего активы Быкова перешли к Олегу Дерипаске и Роману Абрамовичу.
- В 2000 году на пресс-конференции в Барнауле сообщил, что "барнаульский маньяк" будет задержан в течение 10 дней, и правоохранительные органы задержали некоего Александра Анисимова, который после разговора с Колесниковым взял вину на себя и вскоре погиб при загадочных обстоятельствах во время следственных мероприятий[17].
- В 2002—2003 гг. возглавлял следственную бригаду Генеральной прокуратуры по делу об убийстве магаданского губернатора Валентина Цветкова; по ходу дела неприятности начались не у врагов покойного губернатора, а у его друзей и компаньонов по бизнесу: Александр Рогатной арестован за коммерческие махинации в феврале 2003, Виктория Тихачева — в марте[18].
- По поводу убийства Сергея Юшенкова в апреле 2003 заявил, что в России политических убийств не бывает — не надо воровать, тогда и стрелять не будут.
- После убийства в октябре 2003 тольяттинского журналиста Алексея Сидорова заявил, что дело раскрыто, после чего милиция арестовала и заставила признаться в убийстве случайного человека[19], который впоследствии был оправдан.

## Цитаты
- Я человек, который посвятил всю свою жизнь борьбе с этим страшным социальным злом, как преступность, особенно с беловоротничковой составляющей. (2008)[20]
- У нас практически в стране не осталось мыслящих людей. (2011)[21]

## Награды
Государственные
- Орден «За личное мужество» (1993)
- Медаль «За отличную службу по охране общественного порядка» (1993 ?)
- Медаль «В память 850-летия Москвы» (1997)
- Орден Почёта (1997)
- Орден Дружбы (1998)
- Орден «За заслуги перед Отечеством» IV степени с мечами (1999)
- Заслуженный юрист Российской Федерации (2004)
- Орден «За заслуги перед Отечеством» III степени (22 декабря 2005) — за заслуги в укреплении законности и правопорядка и многолетнюю добросовестную службу[22]

Ведомственные
- Медаль «За безупречную службу» II (1988) и III (1983) степеней
- Нагрудный знак «Заслуженный работник МВД» (1992)
- Медаль «За боевое содружество» (2006)

Иные
- Почётная грамота Правительства Российской Федерации (23 октября 1998) — за заслуги в поддержании законности, правопорядка и высокие личные показатели в служебной деятельности
- Благодарность Президента Российской Федерации (1998, 2005)